# Hermannia scordifolia
Hermannia scordifolia là một loài thực vật có hoa trong họ Cẩm quỳ. Loài này được Jacq. mô tả khoa học đầu tiên.